# Audhali
Audhali (arabsky العوذلي‎ ‎ nebo العواذل‎), oficiálně Sultanát Audhali (arabsky سلطنة العوذلي‎‎, anglicky Audhali Sultanate) byl jeden ze států na severu Západního Adenského protektorátu na jihu Arabského poloostrova, který existoval přibližně od roku 1750 do roku 1967. Jeho hlavním městem byl Zarah.

## Historie
Okolnosti vzniku sultanátu nejsou známé, nicméně první doložený sultán pochází z poloviny 18. století. V roce 1890 se sultanát stal součástí Adenského protektorátu. V roce 1959 se pak stal zakládajícím členem Federace jihoarabských emirátů a o čtyři roky později vstoupil do Jihoarabské federace
V roce 1967 byl poslední sultán svržen komunisty a sultanát se 30. listopadu 1967 stal součástí Jižního Jemenu.
V roce 1990 se Jižní a Severní Jemen sjednotili do Jemenské republiky.

### Vládci
Sultány v Audhali zachycuje tabulka:
| začátek vlády | konec vlády | tituly                       | jméno                                                  |
| ------------- | ----------- | ---------------------------- | ------------------------------------------------------ |
| 1750          | 1780        | Sultan al-Saltana al-Audhali | Salih al-Audhali Ibn al-Ausaji                         |
| 1780          | 1820        | Sultan al-Saltana al-Audhali | Jabil ibn Salih                                        |
| 1820          | 1870        | Sultan al-Saltana al-Audhali | Ahmad ibn Salih al-Audhali Ibn al-Ausaji               |
| 1870          | 1875        | Sultan al-Saltana al-Audhali | Muhammad ibn Ahmad al-Audhali Ibn al-Ausaji            |
| 1890          | 1900        | Sultan al-Saltana al-Audhali | Hamid ibn Jabil Ibn al-Ausaji                          |
| 1900          | 1928        | Sultan al-Saltana al-Audhali | al-Qasim ibn Hamid Ibn al-Ausaji                       |
| 1928          | 1967        | Sultan al-Saltana al-Audhali | Salih ibn al-Husajn ibn Jabil al-Audhali Ibn al-Ausaji |
| 1928          | N/A         | Regent                       | Muhammad Ja`bil                                        |